# Novo Mesto
Novo Mesto (nom eslovè, literalment 'Ciutat Nova') és una ciutat d'Eslovènia. Segons l'Oficina Estadística de la República d'Eslovènia, el municipi té una extensió de 298,5 km². Es considera el centre econòmic i cultural de la Baixa Carniola.

## Història
Novo Mesto fou fundada amb el nom de Rudolfswert (nom alemany; en eslovè Rudolfovo) el 7 d'abril del 1365. El nom prové del seu fundador, Rudolf IV d'Àustria, de la dinastia dels Habsburg.
Durant la breu existència de les Províncies Il·líriques, Novo Mesto, que llavors es deia oficialment Neustadt, va ser la capital del departament francès amb aquest nom.
Després de la Primera Guerra Mundial i la dissolució d'Àustria-Hongria, la ciutat esdevingué oficialment Novo Mesto, tot i que col·loquialment sempre tingué aquest nom des del dia de la seva fundació.

## Dades del cens
Segons el cens del 2002, té 40.925 habitants, dels quals 20.017 són homes i 20.908 dones. La mitjana d'edat és de 39 anys.
Aproximadament hi ha 29,25 m² d'àrea residencial, i els habitants viuen en un total de 13.796 habitatges i 11.408 famílies.

## Desocupació
El municipi de Novo Mesto té una població activa de 19.579 habitants, dels quals 2.118 estan sense feina. La mitjana de creixement econòmic mensual a l'agost del 2003 fou de 263.432 tolars, i la mitjana mensual, de 164.851 tolars. Hi ha 1.725 estudiants al municipi.

## Viles agermanades
- Trnava, Eslovàquia
- Vilafranca del Penedès